# 吳鳳平
吳鳳平博士（英語：Dr. Dorothy Fung-Ping NG，1957年—），香港學者，香港大學榮休教授，研究粵劇的專家，香港八和會館名譽顧問，曾任香港大學粵劇教育研究及推廣計劃總監、香港大學教育學院中文教育研究中心助理教授。她致力於中文教育、並研究粵劇及拓展粵劇教育。

## 簡歷
吳鳳平，籍貫廣東順德，1957年出生於香港，中學就讀寶血會上智英文書院，當年會考選修理科，在學校成績皆是名列前茅，在會考失準未能順利升讀香港大學預科課程後，選擇了中文大學預科班，並毅然選修中國歷史科，當年用六個月時間追趕中四至中五的中國歷史課程，並兼顧中六的中國歷史科知識。1978年順利考進中文大學，並選修中文系。1981年畢業於香港中文大學崇基學院中文系。於1982年及1985年分別獲香港中文大學的教育文憑及文學碩士（語文教育）學位。之後獲香港理工大學中國語言學文學碩士（優異），畢業後，獲得獎學金赴新加坡區域語言中心讀應用語言學文憑，2005年獲香港大學哲學博士學位。
吳鳳平致力於中文教育，研究範圍包括語言學、教學語言媒介、課堂話語分析、閱讀教學、易學等。近年亦專注於粵劇教育的課程發展與學習研究，曾在香港大學主持「粵劇編劇」研究計劃，並曾以專家身份擔任多個諮詢委員會委員，包括：香港八和會館名譽顧問、粵劇發展諮詢委員會委員、藝術發展諮詢委員會委員、非物質文化遺產諮詢委員會委員，香港博物館專家顧問等。現時香港文化博物館的粵劇展館中，很多資料都是由吳鳳平提供的。
吳鳳平研究粵劇及拓展粵劇教育。曾在香港大學主持「粵劇編劇」研究計劃。 她曾主持「粵劇小豆苗──粵劇融合中國語文科新高中課程及評估計劃」，著書及編纂教材，並給學生講解粵劇經典《帝女花》和《紫釵記》等故事；著書《梁醒波傳──亦慈亦俠亦詼諧》，作為中學通識科參考讀物；編纂粵劇教材《戲棚粵劇與學校教育》作為戲棚粵劇融合新高中課程的教材及課程設計參考。她編撰出版香港首部粵劇編劇課程專書：《粵劇編劇基礎教程》，講述「粵劇本體知識」，論述「經典劇本賞析」和「編劇技巧漫談」。
2012年，她跟隨香港粵曲表演藝術家梁素琴學習粵曲子喉，之後出版《素心琴韻曲藝情》一書，記述梁以忠、梁素琴父女之藝術成就，並剖析梁素琴獨創之「琴腔」。她亦推廣以「舞台官話」唱粵劇的「古腔粵劇」：嶺南八大曲之一的《辨才釋妖》。

## 著作
- 吳鳳平（2015）。《素心琴韻曲藝情》。香港：香港大學教育學院中文教育研究中心。ISBN 9881302501 。
- 梁以忠、梁素琴、吳鳳平等（2014）。《嶺南餘韻：梁以忠、梁素琴：嶺南八大曲唱腔藝術研究及傳承》。香港：香港大學教育學院中文教育研究中心。ISBN  9881302587 。
- 吳鳳平、陳鈞潤（2013）。《葉紹德粵劇劇本精選（漢英雙語）》。香港：香港大學教育學院中文教育研究中心。ISBN 9789881956347 。
- 林偉業、吳鳳平、盧萬方等（2012）。《戲棚粵劇與學校教育》。香港：香港大學教育學院中文教育研究中心。ISBN 9789881956392 。
- 葉紹德、阮兆輝、吳鳳平（2011）。《粵劇編劇基礎教程》。香港：香港八和會館及八和粤劇學院。ISBN 9789881956354 。
- 吳鳳平、鍾嶺崇（2009）。《梁醒波傳：亦慈亦俠亦詼諧》。香港：經濟日報出版社。ISBN 9789626785959 。
- 林偉業、吳鳳平、鍾嶺崇（2009）。《紫釵記教室：搭建粤劇教育的互動學習平台》。香港：香港大學教育學院中文教育研究中心。ISBN 9789881751430 。
- 吳鳳平、林偉業（2009）。《中文閱讀能力訓練：認讀、理解、策略》。香港：香港大學教育學院在職教師教育計劃。ISBN 9789628093410 。
- 吳鳳平、鍾嶺崇、林偉業（2008）。《帝女花教室》。香港：香港大學教育學院中文教育研究中心。ISBN 9789881751416 。
- F. Marton、盧敏玲、吳鳳平等（2001）。《照顧學生的個別差異從差異開始：教師自學教材》，香港，香港教育署課程發展處、香港大學教育學院課程學系。
- 吳鳳平（1985）。《廣州話同形多音多義字在香港中國語文教學問題之探討》。碩士論文，香港：香港中文大學研究院。

## 文章
- 吳鳳平（2015）。〈從易經看中國傳統的管理智慧—以師卦為例〉，《廿一世紀董事》（頁38-39）。香港：香港董事學會。
- 吳鳳平、彭玉文（1998）。〈小學目標為本課程中文科校本行動研究──讀者劇場及創作劇的新嘗試〉。《課程論壇》，8(1)， 頁79-89。香港：香港大學課程學系。
- 吳鳳平、黃瑞珍（1997）。〈工程文書寫作訓練與在職專業語文課程設計〉。《課程論壇》，7(1)，頁59-66。香港：香港大學課程學系。
- 吳鳳平（1995）。〈香港小學四年級學生記敘文（故事）閱讀訓練的課堂話語分析〉，《國際語文教育研討會(1994:香港)》，頁317-340。香港：香港大學課程學系。
- 吳鳳平（1995）。〈香港小學中國語文科行動研究發展模式探討〉，《中國語文教學研討會(1995:香港)》，頁85-940。香港：三聯書店(香港)有限公司。
- 李學銘、陳榮石、吳鳳平（1992）。〈香港小學高年級學生寫作語誤分析〉，《香港語文教育學院國際研討會(1991:香港)》，頁181-197。香港：香港教育署。